# I miserabili (film 1998)
I miserabili (Les misérables) è un film del 1998, diretto da Bille August e tratto dall'omonimo romanzo di Victor Hugo.

## Trama
Jean Valjean termina il periodo di condanna ai lavori forzati, e viaggia verso Digione fermandosi a Digne, dove decide di ricambiare l'accoglienza del vescovo Myriel con il furto della sua argenteria. Le guardie lo bloccano decise ad arrestarlo per l'ennesimo crimine, ma il vescovo lo scagiona dalle accuse. Colpito da questo atteggiamento, Jean Valjean decide di cambiare strada e seguire la via della rettitudine.
Alcuni anni dopo è diventato il sindaco di una piccola cittadina ed è il proprietario della maggior fabbrica. Nello stesso paese arriva un nuovo ispettore di polizia: l'ispettore Javert. Costui è una ex guardia carceraria e riconosce il vecchio gaelotto Valjean, per cui inizia a perseguitarlo per riportarlo in prigione. Nel frattempo Valjean decide di prendersi cura di Cosette, la figlia di una prostituta, morta per colpa dello stesso ispettore. Dopo aver venduto la fabbrica ai suoi operai, insieme a Cosette fugge a Parigi e si rifugia in un convento.
Dopo diversi anni, finalmente, decide di uscire dal convento, soprattutto per la richiesta di Cosette. Cosette si innamora di Marius, un giovane repubblicano che lotta contro la monarchia. Marius viene ferito, e Jean lo salva dopo la fallita rivoluzione, nella quale aveva risparmiato la vita al prefetto Javert, che non aveva mai smesso di dargli la caccia. Alla fine proprio quest'ultimo, che aveva arrestato Jean, si pente, lo libera e si suicida annegando nella Senna.

## Produzione
Prodotto dalle società Mandalay Entertainment e TriStar Pictures, il film venne girato ai Barrandov Studios di Praga, nella città stessa (la casa di Valjean e Cosette si trova a Praga ed era già stata utilizzata come casa di Mozart nel film Amadeus) e a Parigi.

## Distribuzione

### Data di uscita
Il film venne distribuito in varie nazioni, fra cui:
- Stati Uniti d'America, Les misérables 1º maggio 1998
- Messico 26 giugno 1998
- Brasile 14 agosto 1998
- Norvegia 14 agosto 1998
- Argentina Los miserables 27 agosto 1998
- Australia 17 settembre 1998
- Spagna Los miserables 9 ottobre 1998
- Portogallo 6 novembre 1998
- Svezia 6 novembre 1998
- Turchia 6 novembre 1998
- Finlandia, Kurjat 13 novembre 1998
- Danimarca 20 novembre 1998
- Inghilterra, Les misérables 20 novembre 1998
- Francia, Les misérables 9 dicembre 1998
- Germania, Les misérables 24 dicembre 1998
- Austria, Les misérables 25 dicembre 1998
- Italia, I miserabili 23 aprile 1999

## Accoglienza

### Incassi
Il film ha incassato un totale di 14.096.321 dollari negli Stati Uniti, di cui 5.011.840 nella prima settimana di programmazione.